# Société de protection des animaux
Ne doit pas être confondu avec Société protectrice des animaux.
Pour les articles homonymes, voir SPA.
La dénomination société de protection des animaux (SPA), désigne, en France, plusieurs centaines d'associations de protection et de défense des animaux, indépendantes les unes des autres, dont la plus ancienne, la Société protectrice des animaux (SPA), fondée en 1845, et qui n'est pas fédérée. 270 autres associations sont regroupées au sein de la Confédération Nationale Défense de l'animal, créée en 1926 et appelée jusqu'en 2018 Confédération Nationale des SPA de France.
Ces associations poursuivent leur mission de protection animale par la gestion de refuges, de fourrières, de dispensaires de soin, et en intervenant contre les mauvais traitements, éventuellement par des actions en justice.

## Les sociétés de protection des animaux en France

### Historique
La première société de protection des animaux, juridiquement dénommée Société protectrice des animaux est créée à Paris en 1845 et reconnue d'utilité publique en 1860, puis très vite, d’autres associations fleurissent pour défendre la même cause en portant le même nom ; la SPA de Lyon, par exemple, dès 1853, ou celle de Strasbourg, en 1879. En 1926, ces différentes sociétés de protection des animaux se fédèrent au sein de la Confédération nationale des SPA, elle aussi déclarée d’utilité publique.
Compte tenu des difficultés apparues dans les appellations au XXe siècle, la Cour de cassation a statué en 1981 : « la dénomination Société protectrice des animaux ne présente pas un caractère d’originalité suffisant pour la rendre susceptible d’une appropriation privative,. »

### La Confédération Défense de l’Animal (ex- Confédération Nationale des SPA)
En 2016, cette association regroupe 260 associations locales indépendantes au sein de 94 départements partageant des valeurs communes pour la protection des animaux. Ces associations se sont regroupées pour mettre en place un réseau de défense, d'aide et d'hébergement des animaux en difficulté. Le siège de la confédération est à Lyon, une carte des SPA fédérées est publiée sur le site.
Grâce à l'ensemble de ses membres, la confédération permet ainsi de payer croquettes, hébergement et soins vétérinaires pour plus de 180 000 animaux par an par plus de 3 000 bénévoles locaux et réalisent 14 000 enquêtes de maltraitance par an,.
En 2016, la confédération crée et diffuse des spots de promotion de ses associations membres sur les chaînes de télévision ; le message est simple et clair : « il y a forcément un refuge membre de la CNSPA près de chez vous, soutenez-le ! »
À la suite du litige qui l’oppose à la « SPA de Paris » (la Société protectrice des animaux), la CNSPA prend le nom de Confédération Défense de l’Animal en 2018.

### Financement des sociétés de protection des animaux
Reçue à l’Élysée le 13 septembre 2007, Anne-Marie Hasson, présidente de la Confédération nationale des SPA rappelle aux responsables de l’État que de plus en plus ces associations sont amenées à se substituer aux pouvoirs publics : « la plupart assurent le rôle de fourrière, elles accueillent les animaux trouvés sur la voie publique et déchargent les maires de cette obligation. Elles sont sollicitées pour contribuer à résoudre le problème des chiens dangereux, c'est à elles que sont confiés les chiens retirés à leurs propriétaires. Elles accueillent également les animaux des personnes hospitalisées ou incarcérées. Mais pour tous ces services rendus à la collectivité, elles ne reçoivent pas - ou peu - d’indemnisation et leur équilibre financier est de plus en plus précaire. »

## Jeu
Ils ont créé un jeu nommé Adoptez les tous.

#### Confédération des SPA de France
- Site de la confédération des SPA de France